# Torstein Horgmo
Torstein Horgmo, född 18 februari 1987 i Trondheim, är en norsk snowboardåkare. Han är en av världens främsta med sex medaljer i X-Games, varav tre guld.
Horgmo var den förste i världen som landade en trippel cork. Han har medaljer från flera stora internationella mästerskap, bland annat tre guld i Big air från X-Games (2008, 2011, 2013), tre silver (2009, 2010, 2012) och en rad medaljer från Dew Tour.